# Harry Gourlay
Pour les articles homonymes, voir Gourlay.
Harry Philip Heggie Gourlay (10 juillet 1916 - 20 avril 1987) est un homme politique du parti travailliste écossais.

## Biographie
Gourlay fait ses études au lycée Kirkcaldy et est examinateur de véhicules. Il est conseiller au conseil municipal de Kirkcaldy et au conseil du comté de Fife à partir de 1946 et est gouverneur du Dundee College of Education et membre du conseil d'administration de son hôpital local.
Gourlay se présente à South Angus en 1955. Il est député de Kirkcaldy Burghs (puis de Kirkcaldy) de 1959 jusqu'à sa mort en fonction peu de temps avant les élections générales de 1987, au cours desquelles Lewis Moonie est élu comme son successeur. Gourlay est whip du gouvernement et vice-président de la Chambre de 1964 à 1970.